# 大甲溪發電廠后里機組
大甲溪發電廠后里機組，為一座位於臺灣台中市后里區的水力發電廠。舊稱后里發電廠，後台電公司成立大甲溪發電廠並將該廠納入旗下管理後發電廠改名為台灣電力股份有限公司大甲溪發電廠后里機組，廠區坐落在大安溪左岸，台13線尖豐公路旁，鄰近台灣自來水公司鯉魚潭給水廠。

## 沿革

### 日治時期

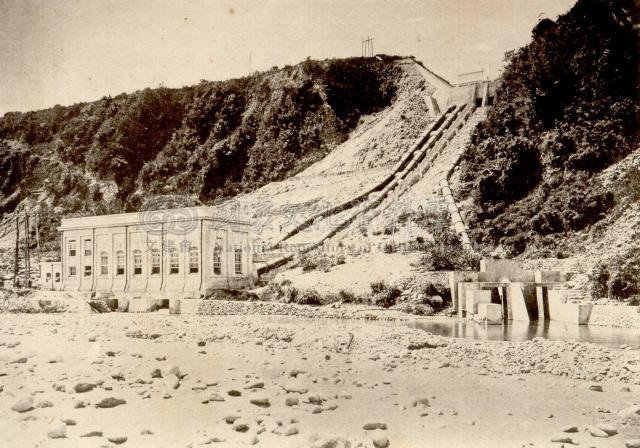
日治時期的臺灣電力株式會社后里發電所

后里發電廠最早於臺灣日治時期1908年，由台灣總督府規劃設計，並於同年開始興建，1911年8月1日竣工，命名為「后里發電所」供應台中地區用電。
1919年8月1日，台灣電力株式會社創立後，后里發電所歸該社管理。

### 省政府時期
二戰戰後1945年，后里發電所改由臺灣省政府創立之臺灣電力公司接手管理。
1977年9月，后里發電廠併入臺灣電力公司天輪發電廠，並改稱為「天輪發電廠后里分廠」。

### 現今
1996年8月1日，臺電公司將大甲溪流域沿線之德基電廠、青山電廠、谷關電廠、天輪電廠及社寮、馬鞍、后里等機組合併成立「大甲溪發電廠」。原天輪發電廠后里分廠也改稱為大甲溪發電廠后里機組

## 設施
后里機組係川流式電廠，發電用水取自大安溪本流內埔七塊厝附近築臨時壩引入，經由取水口水路及隧道至發電廠水槽，並透過直徑1公尺、一號機長81.4公尺、二號機長79.7公尺的壓力鋼管送入電廠。廠內設置有橫軸單渦卷法蘭西斯式水輪發電機2部，合計1000瓩（800KW），有效落差39.4公尺，使用水量為3.28CMS，發電機電壓為11KV，至后里變電所升高電壓至66KV併入系統。發電後之尾水均轉供農田灌溉。1930年改為950KW（0.95MW）。

### 機組
| 名稱   | 發電機型號                       | 水輪機型號                              | 機組數量 | 發電方式 | 有效落差（公尺） | 單一機組用水量（CMS） | 容量（MW） | 位置         | 興建年代     | 狀態   |
| ------ | -------------------------------- | --------------------------------------- | -------- | -------- | ---------------- | --------------------- | ---------- | ------------ | ------------ | ------ |
| 一號機 | 德国西門子製11KV交流式同步發電機 | 德国Voith製橫軸單流渦卷法蘭西斯式水輪機 | 1        | 川流式   | 39.4             | 3.28CMS               | 0.47MW     | 臺中市后里區 | 1911年8月1日 | 商轉中 |
| 二號機 | 德国西門子製11KV交流式同步發電機 | 德国Voith製橫軸單流渦卷法蘭西斯式水輪機 | 1        | 川流式   | 39.4             | 3.28CMS               | 0.47MW     | 臺中市后里區 | 1911年8月1日 | 商轉中 |

### 管理
- 電廠名稱：大甲溪發電廠后里機組
- 管理單位：臺灣電力公司大甲溪發電廠
- 廠內編制：2

### 設施
- 廠房類型：地面式
- 取水來源：大安溪
- 壓力鋼管：兩條，直徑1公尺，一號機長81.4公尺、二號機長79.7公尺

## 圖集

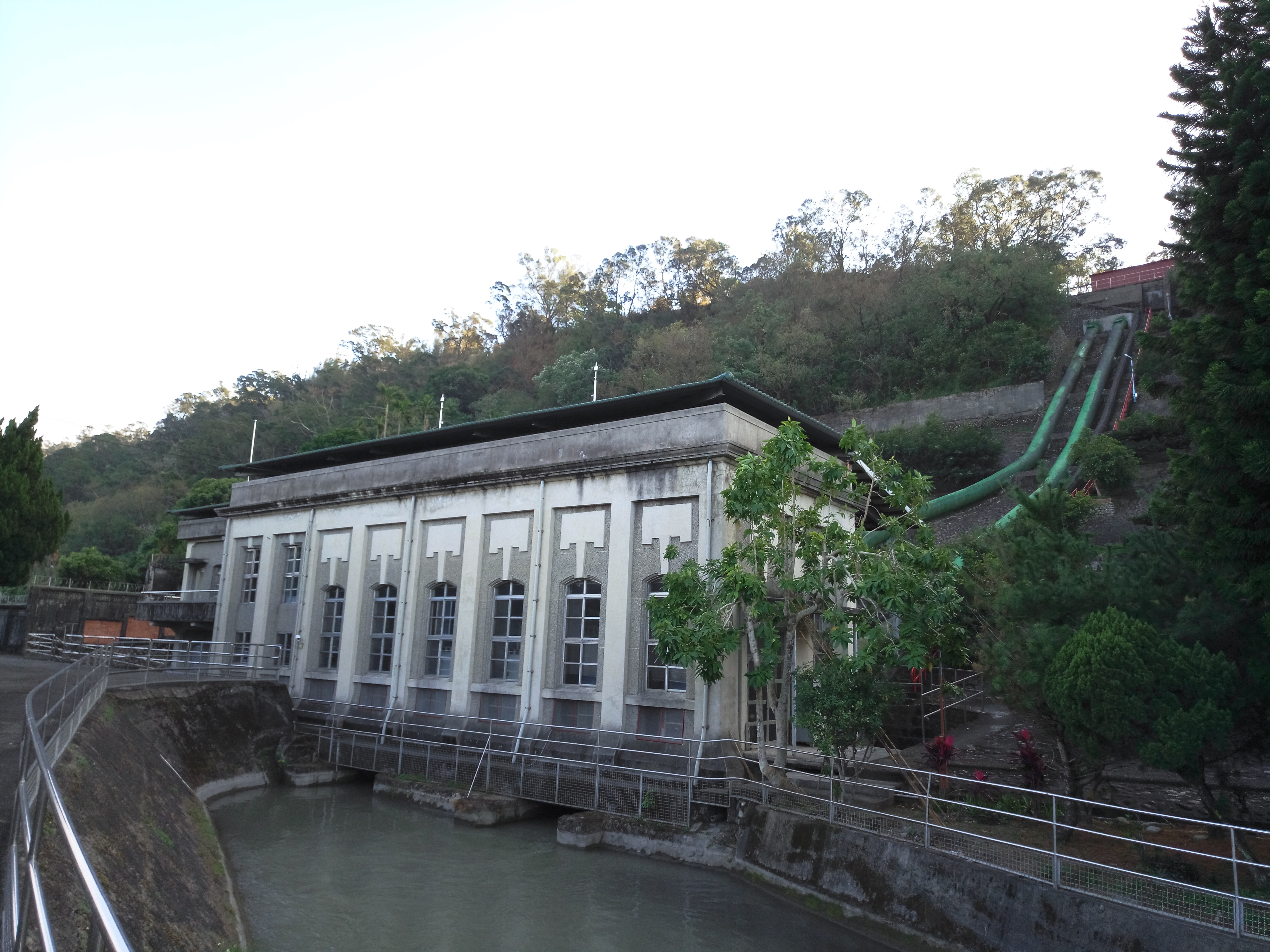
后里機組發電廠房與尾水出口
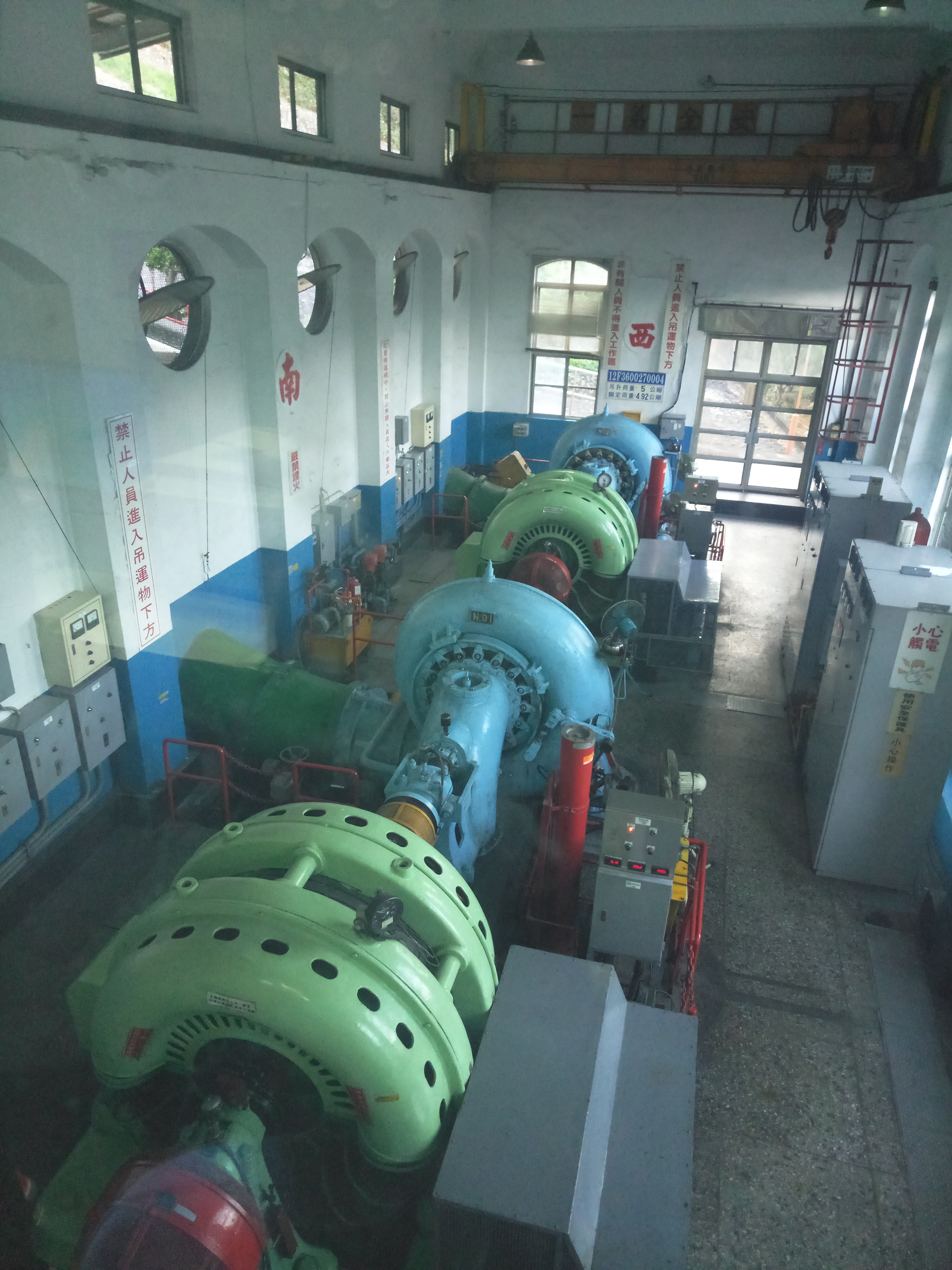
后里機組兩部橫軸法蘭西斯式水輪發電機組

## 外部連結
- （繁體中文）大甲溪發電廠（页面存档备份，存于）
- （繁體中文）大甲溪發電廠簡介 - 台灣電力公司（页面存档备份，存于）